# 559년

## 연호
- 남진(南陳) 영정(永定) 3년
- 후량(後梁) 대정(大定) 5년
- 북제(北齊) 천보(天保) 10년
- 북주(北周) 무성(武成) 원년
- 신라(新羅) 개국(開國) 9년

## 기년
- 남진(南陳) 무제(武帝) 3년
- 북제(北齊) 문선제(文宣帝) 10년
- 북주(北周) 명제(明帝) 3년
- 신라(新羅) 진흥왕(眞興王) 20년
- 고구려(高句麗) 양원왕(陽原王) 15년 / 평원왕(平原王) 원년
- 백제(百濟) 위덕왕(威德王) 6년

## 사건
- 고구려, 양원왕이 사망하고, 아들 양성이 평원왕으로 왕의 자리에 오름.

## 사망
- 고구려(高句麗) 24대 국왕 양원왕(陽原王)